# 1988-as wimbledoni teniszbajnokság
Az 1988-as wimbledoni teniszbajnokság az év harmadik Grand Slam-tornája, a wimbledoni teniszbajnokság 102. kiadása volt, amelyet június 20–július 4. között rendeztek meg. A férfiaknál a svéd Stefan Edberg, nőknél a német Steffi Graf nyert.

## Döntők

### Férfi egyes
Stefan Edberg -  Boris Becker 4-6 7-6(7-2) 6-4 6-2

### Női egyes
Steffi Graf -  Martina Navratilova 5-7 6-2 6-1

### Férfi páros
Ken Flach /  Robert Seguso -  John Fitzgerald /  Anders Jarryd 6-4 2-6 6-4 7-6(7-3)

### Női páros
Steffi Graf /  Gabriela Sabatini -  Larisa Neiland /  Natallja Zverava 6-3 1-6 12-10

### Vegyes páros
Sherwood Stewart /  Zina Garrison -  Kelly Jones /  Gretchen Magers 6-1 7-6(7-3)

## Juniorok

### Fiú egyéni
Nicolás Pereira –  Guillaume Raoux 7–6(4), 6–2

### Lány egyéni
Brenda Schultz –  Emmanuelle Derly 7–6(5), 6–1

### Fiú páros
Jason Stoltenberg /  Todd Woodbridge –  David Rikl /  Tomáš Anzari 6–4, 1–6, 7–5

### Lány páros
Jo-Anne Faull /  Rachel McQuillan –  Alexia Dechaume /  Emmanuelle Derly 4–6, 6–2, 6–3